# Gibsoniothamnus
Gibsoniothamnus, biljni rod iz porodice Schlegeliaceae. Sastoji se od 12 vrsta epifita rasprostranjenih od južnog Meksika, na jug do Kolumbije, poglavito u Panami i Kostariki,

## Opis
Ovo je rod je od 12 vrsta porijeklom iz Meksika, Srednje Amerike i sjeverne Kolumbije. Vrste su grmovi ili mala stabla s nasuprotnim, cijelim listovima, cjevastim vjenčićima, četiri prašnika, jajnicima s dva mjesta i mesnatim plodovima koji se ne otvaraju. Čaške su bez režnjeva ili mogu imati bočne, trokutaste ili krilate režnjeve. Većina vrsta su epifiti i čini se da se oprašuju i raspršuju pticama.

## Vrste
1. Gibsoniothamnus alatus A.H.Gentry
2. Gibsoniothamnus allenii A.H.Gentry
3. Gibsoniothamnus cornutus (Donn.Sm.) A.H.Gentry
4. Gibsoniothamnus epiphyticus (Standl.) L.O.Williams
5. Gibsoniothamnus ficticius J.F.Morales
6. Gibsoniothamnus grandiflorus A.H.Gentry & K.Barringer
7. Gibsoniothamnus latidentatus A.H.Gentry
8. Gibsoniothamnus mirificus A.H.Gentry
9. Gibsoniothamnus parvifolius Barringer
10. Gibsoniothamnus stellatus A.H.Gentry & K.Barringer
11. Gibsoniothamnus truncatus A.H.Gentry
12. Gibsoniothamnus versicolor A.H.Gentry & K.Barringer